# Кастар (Огайо)
Кастар (англ. Custar) — селище (англ. village) в США, в окрузі Вуд штату Огайо. Населення — 178 осіб (2020).

## Географія
Кастар розташований за координатами 41°17′5″ пн. ш. 83°50′38″ зх. д. / 41.28472° пн. ш. 83.84389° зх. д. (41.284596, -83.843810).  За даними Бюро перепису населення США в 2010 році селище мало площу 0,65 км², уся площа — суходіл.

## Демографія
Згідно з переписом 2010 року, у селищі мешкало 179 осіб у 73 домогосподарствах у складі 45 родин. Густота населення становила 276 осіб/км².  Було 83 помешкання (128/км²).
Расовий склад населення:
| - 94,4 % — білих - 0,6 % — корінних американців - 2,2 % — осіб інших рас |

До двох чи більше рас належало 2,8 %. Частка іспаномовних становила 6,1 % від усіх жителів.
За віковим діапазоном населення розподілялося таким чином: 25,7 % — особи молодші 18 років, 63,7 % — особи у віці 18—64 років, 10,6 % — особи у віці 65 років та старші. Медіана віку мешканця становила 32,2 року. На 100 осіб жіночої статі у селищі припадало 108,1 чоловіків;  на 100 жінок у віці від 18 років та старших — 101,5 чоловіків також старших 18 років.
Середній дохід на одне домашнє господарство  становив 45 783 долари США (медіана — 42 500), а середній дохід на одну сім'ю — 55 793 долари (медіана — 53 750). Медіана доходів становила 33 125 доларів для чоловіків та 46 250 доларів для жінок. За межею бідності перебувало 20,0 % осіб, у тому числі 8,3 % дітей у віці до 18 років та 0,0 % осіб у віці 65 років та старших.
Цивільне працевлаштоване населення становило 77 осіб. Основні галузі зайнятості: виробництво — 26,0 %, освіта, охорона здоров'я та соціальна допомога — 19,5 %, роздрібна торгівля — 18,2 %.